# 人类 (2015年纪录片)
《人类》（英語：Human）是法国环保人士亚恩·阿蒂斯-贝特朗拍摄的一部纪录片。本片由针对60个国家的2000多位不同的人物的采访构成。是第一部在联合国会堂放映的电影。